# (2252) CERGA
Ne pas confondre avec l'astéroïde (32738) 1978 VT1, également découvert par Kōichirō Tomita le 1er novembre 1978 à Caussols.
(2252) CERGA  est un astéroïde de la ceinture principale. Il a été ainsi baptisé en référence au Centre d'études et de recherches géodynamiques et astronomiques (aujourd'hui Centre de recherches en géodynamique et astrométrie).
Il fut découvert par Kōichirō Tomita, le 1er novembre 1978 à Caussols, avec la chambre de Schmidt de l'observatoire du plateau de Calern.
Sa désignation provisoire était 1978 VT.

## Compléments